# Willie Simms
Willie Simms, född 16 januari 1870, död 26 februari 1927, var en amerikansk jockey. Han blev amerikansk jockeychampion 1893 och 1894, och valdes in i US Racing Hall of Fame 1977.
Simms började tävla 1887, och var en av de mest framgångsrika jockeyerna som använde den korta stigbygeln (som gav ryttaren en hukande hållning). Han vann titeln som amerikansk championjockey 1893 och 1894.
1895 rapporterade Boston Post att Willie Simms var bland elitjockeyerna och tjänade mer än 10 500 dollar per år. Det året tävlade han i England, där han blev den första amerikanska jockeyn att vinna med en amerikansk häst.
Då Simms kom tillbaka till USA vann han 1896 års upplaga av Kentucky Derby i dess första löp över 1¼ miles på Ben Brush. Han tog en ny Derbyseger 1898, tillsammans med Plaudit. Före tillkomsten av termen "Triple Crown" och betydelsen av den amerikanska Triple Crown-serien, fortsatte Simms med att segra i Preakness Stakes några veckor senare på en annan häst, Sly Fox. Han är den enda afroamerikanska jockeyn som vunnit alla tre Triple Crown-loppen.
Under sin 14-åriga karriär red Willie Simms några av de stora fullblodshästarna, bland annat dubbla American Horse of the Year, Henry of Navarre.
Willie Simms avslutade sin jockeykarriär med 1 125 segrar och blev 1977 invald i National Museum of Racing and Hall of Fame.
Hans namn stavades ofta felaktigt "Sims" av media.